# Christmas, with Love
Christmas, with Love – czwarty album studyjny, a zarazem pierwszy świąteczny, brytyjskiej piosenkarki Leony Lewis miał premierę w Wielkiej Brytanii 2 grudnia 2013 roku. W wydanie albumu włączyły się wytwórnie Syco Music oraz RCA Records

## Informacje
W lutym 2013 roku przedstawiciel wytwórni Syco Music poinformował, że Lewis rozpoczęła pracę nad nowym albumem, który zostanie wydany pod koniec roku. Wiadomość przyszła po tym jak piosenkarka ogłosiła, że jej drogi z zespołem zarządzającym "Modest! Management", który kierował jej karierą od zwycięstwa w programie X Factor w 2006 roku, się rozeszły. Różne media spekulowały, iż spowodowane to było słabą wydajnością handlową jej trzeciego albumu studyjnego Glassheart, który został wydany w listopadzie 2012. Był to pierwszy longplay, który nie zadebiutował na pierwszym miejscu ani nie uzyskał statusu platynowej płyty w Wielkiej Brytanii. Dodatkowym czynnikiem przyczyniającym się do odejścia Lewis od zespołu był fakt, iż drugi singel z albumu, "Lovebird", sprzedał się w ilości mniejszej niż 600 egzemplarzy, co oznacza, że nie osiągnął nawet 200 pozycji na UK Singles Chart.
W czerwcu 2013 roku pojawiły się spekulacje, że czwarty album Lewis będzie w rzeczywistości albumem bożonarodzeniowym. Tego samego miesiąca brytyjscy producenci z duo MagicIT poinformowali, że rozpoczęli nagrywanie z piosenkarką świątecznych utworów. W lipcu tego samego roku Lewis potwierdziła, że rzeczywiście jest w trakcie nagrywania świątecznego albumu. Ujawniła ona także, iż płyta została nagrana na zalecenie szefa Syco Simona Cowella.

## Single
- Główny singel albumu - "One More Sleep" został wydany 5 listopada 2013 roku[9][10]. Piosenkę współtworzyła sama Lewis wraz z Richardem "Biffem" Stannardem, Iainem Jamesem, Jezem Ashurstem oraz Bradfordem Ellisem[11].

## Lista utworów
Standardowa edycja
| Nr  | Tytuł piosenki                          | Autorzy                                                                       | Czas |
| --- | --------------------------------------- | ----------------------------------------------------------------------------- | ---- |
| 1.  | "One More Sleep"                        | Richard "Biff" Stannard, Iain James, Jez Ashurst, Bradford Ellis, Leona Lewis | 3:59 |
| 2.  | "Winter Wonderland"                     | Felix Bernard (muzyka), Richard B. Smith (słowa)                              | 2:24 |
| 3.  | "White Christmas"                       | Irving Berlin                                                                 | 3:09 |
| 4.  | "Your Hallelujah"                       | Lewis, Jon Levine, Autumn Rowe, Lauren Christy                                | 4:14 |
| 5.  | "Christmas"                             | Jeff Barry, Ellie Greenwich, Phil Spector                                     | 2:37 |
| 6.  | "Mr Right"                              | Stannard, Camille Purcell, Ashurst, Ash Howes, Lewis                          | 3:14 |
| 7.  | "O Holy Night"                          | Adolphe Adam                                                                  | 2:53 |
| 8.  | "I Wish It Could Be Christmas Everyday" | Roy Wood                                                                      | 3:51 |
| 9.  | "Ave Maria"                             | Franz Schubert                                                                | 4:00 |
| 10. | "Silent Night"                          | Franz Xaver Gruber (muzyka), Joseph Mohr (słowa)                              | 2:19 |

## Notowania i certyfikaty
| Lista                              | Najwyższa pozycja |
| ---------------------------------- | ----------------- |
| Irish Albums Chart (IRMA)          | 36                |
| Scottish Albums (OCC)              | 20                |
| Swiss Albums (Schweizer Hitparade) | 42                |
| UK Albums Chart (OCC)              | 13                |
| UK Digital Albums                  | 5                 |
| Billboard 200                      | 113               |

| Państwo         | Lista | Certyfikat | Sprzedaż |
| --------------- | ----- | ---------- | -------- |
| Wielka Brytania | BPI   | Złoto      | 100 000  |

## Data wydania
| Kraj / Region     | Data              | Wytwórnia   | Format               |
| ----------------- | ----------------- | ----------- | -------------------- |
| Irlandia          | 29 listopada 2013 | Sony Music  | CD, digital download |
| Niemcy            | 29 listopada 2013 | Sony Music  | CD, digital download |
| Szwajcaria        | 29 listopada 2013 | Sony Music  | CD, digital download |
| Wielka Brytania   | 2 grudnia 2013    | Syco        | CD, digital download |
| Stany Zjednoczone | 3 grudnia 2013    | RCA Records | CD, digital download |
| Kanada            | 3 grudnia 2013    | RCA Records | CD, digital download |
| Włochy            | 3 grudnia 2013    | Sony Music  | CD, digital download |